# Erich Rademacher
Fritz Albert Erich (Erich) Rademacher  (Maagdenburg, 9 juni 1901 - Stuttgart, 2 april 1979) was een Duits waterpolospeler, zwemmer.
Rademacher had de pech dat Duitsland niet mocht deelnemen aan de Olympische Zomerspelen 1920 en 1924 vanwege de nasleep van de Eerste Wereldoorlog.
In 1925 bezat Rademacher alle wereldrecords schoolslag van 100 tot en met 500 meter. Rademacher verbeterde het wereldrecord op de 100 meter eenmaal en op de 200 meter driemaal.
Tijdens de Olympische Zomerspelen 1928 in Amsterdam won Rademacher onder andere samen met zijn jongere broer Joachim de gouden medaille bij het waterpolo.
In het zwemtoernooi nam Rademacher deel aan de 200 meter schoolslag, hij won de zilveren medaille achter de Japanner Yoshiyuki Tsuruta met een achterstand van 1,8 seconde.
Vier jaar later nam Rademacher deel aan de 1932 in het Amerikaanse Los Angeles en moest bij het waterpolo genoegen nemen met de zilveren medaille.
Tijdens de Tweede Wereldoorlog vocht Rademacher aan het oostfront en keerde na een periode van krijgsgevangenschap pas in 1947 terug naar huis.
Max Amann · 
Karl Bähre · 
Emil Benecke · 
Johann Blank (G) ·
Otto Cordes · 
Fritz Gunst · 
Erich Rademacher (G) ·
Joachim Rademacher
Emil Benecke · 
Otto Cordes · 
Hans Eckstein · 
Fritz Gunst · 
Erich Rademacher · 
Joachim Rademacher · 
Hans Schulze · 
Heiko Schwartz
- Bibliothèque nationale de France: cb17770317b (data)
- Gemeinsame Normdatei: 127924442
- International Standard Name Identifier: 0000 0000 1820 2365
- Virtual International Authority File: 15807448
- WorldCat: E39PBJmXKKF9CPQbc78KKrPqQq